# Vivere (film, 2019)
Pour l’article homonyme, voir Vivere.
Pour plus de détails, voir Fiche technique et Distribution.
Vivere est un film italien réalisé par Francesca Archibugi et sorti en 2019. Il a été présenté à la Mostra de Venise 2019.

## Synopsis
Un couple italien vivant à Rome a une petite fille de 6 ans très imaginative, mais gravement atteinte d'asthme. La famille va être bouleversée par l'arrivée d'une jeune fille au pair irlandaise,.

## Fiche technique
- Réalisation : Francesca Archibugi
- Scénario : Francesco Piccolo
- Production :  Lotus Production, 3 Marys Entertainment, Rai Cinema
- Durée : 103 minutes
- Date de sortie : Italie : 26 septembre 2019

## Distribution
- Micaela Ramazzotti : Susi
- Adriano Giannini : Luca
- Massimo Ghini : Marinoni
- Marcello Fonte : Perind
- Roisin O'Donovan : Mary Ann
- Valentina Cervi